# België in de Eerste Wereldoorlog

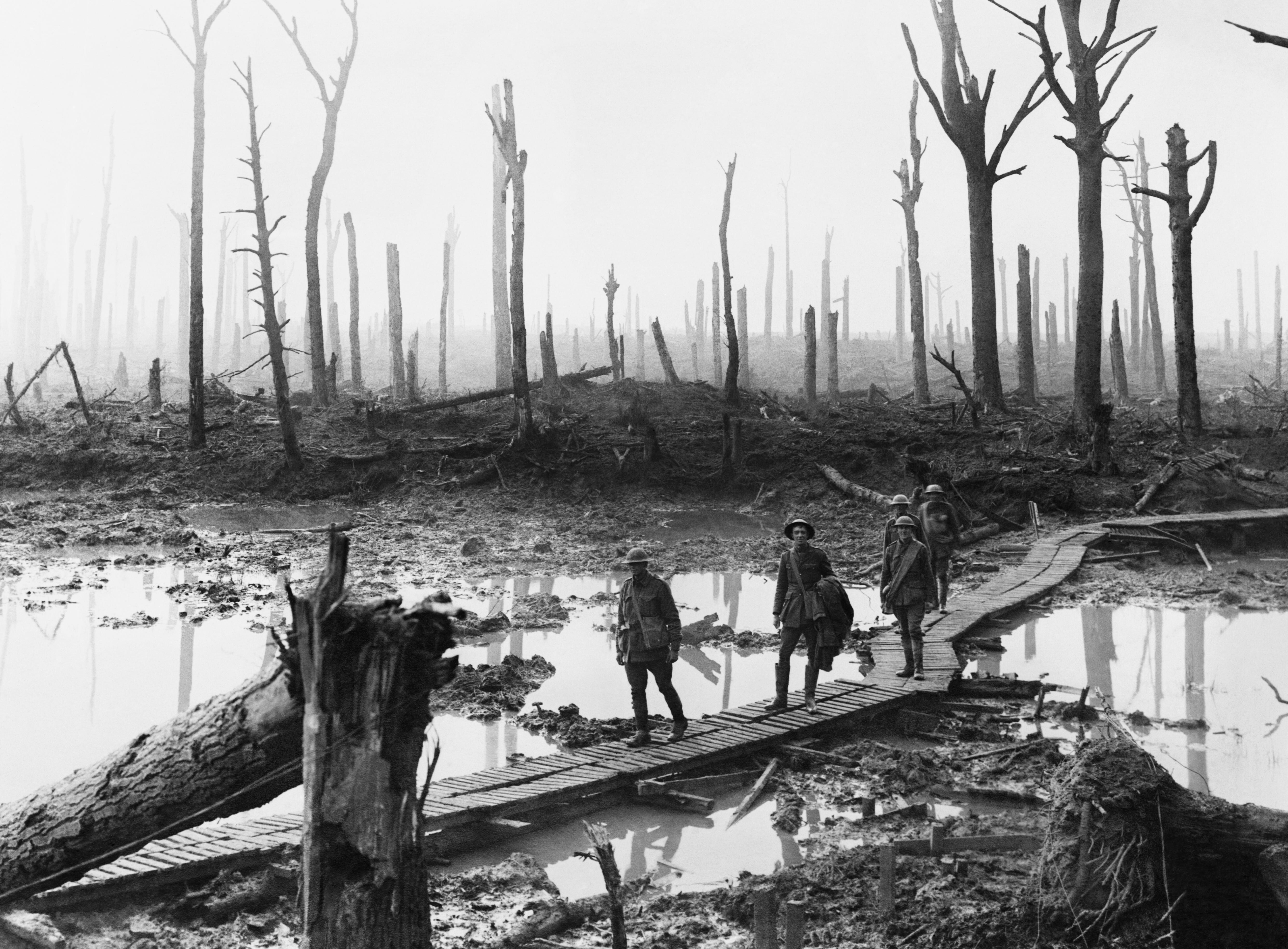
Een beschoten bos bij Ieper in 1917

In de Eerste Wereldoorlog (1914-1918) had België zich neutraal verklaard. De Belgische neutraliteit werd in 1914 geschonden door de Duitse invasie van België (zie Schlieffenplan voor meer details). België zou vier jaar lang oorlogsfront-gebied blijven.

## De strategische ligging van België
België lag voor het Duitse Keizerrijk op de route naar Frankrijk. De Fransen hadden na de verloren Frans-Duitse Oorlog van 1871 de grenssteden langs Elzas-Lotharingen versterkt. Het Duitse leger besloot in geval van een Europese oorlog de Fransen te verrassen door Parijs te veroveren via een omtrekkende beweging door het neutrale België. België leek bovendien een gemakkelijke prooi, aangezien het Duitse leger sterker was dan het Belgische leger.

## België in de frontlinie

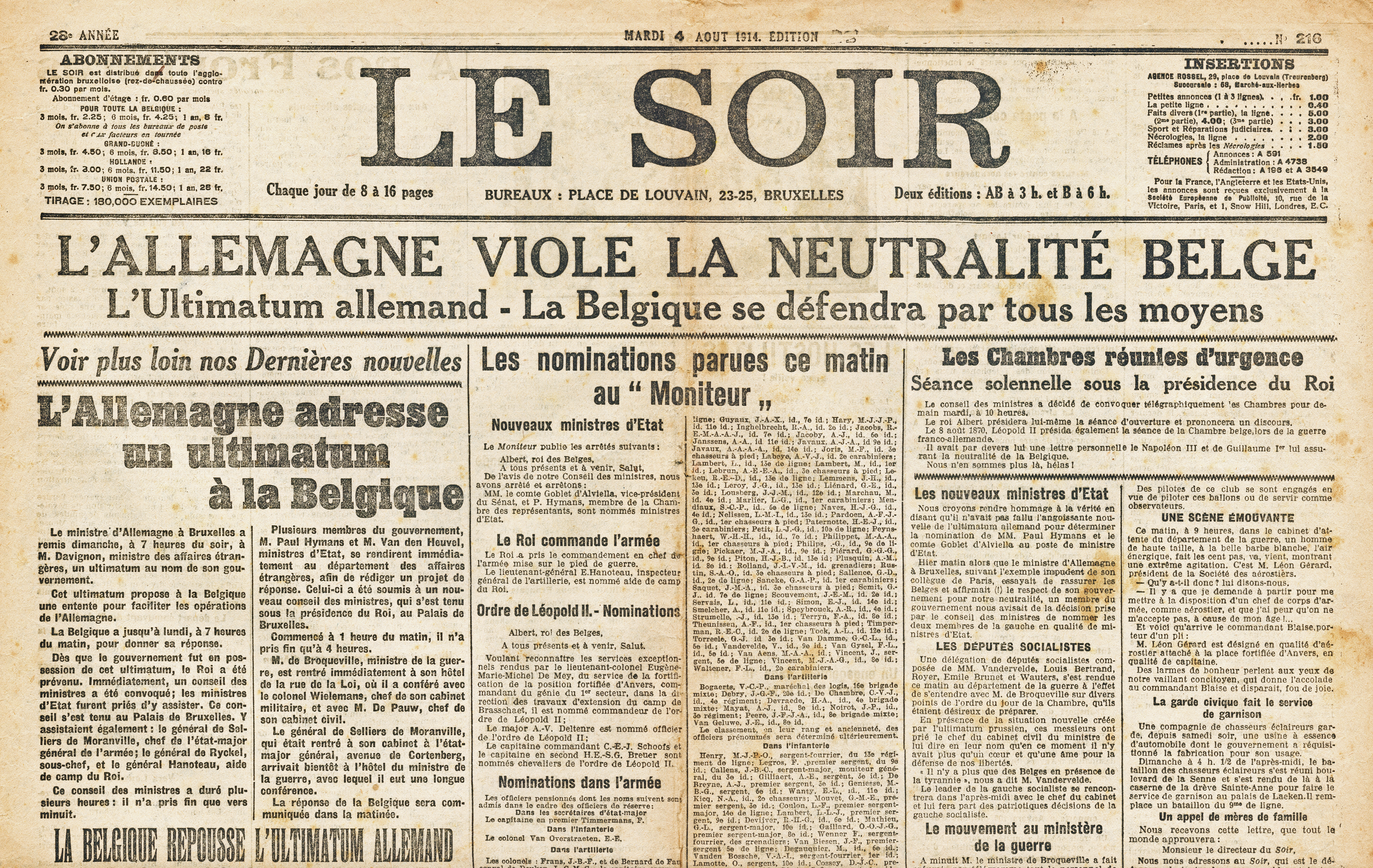
Voorpagina van de Brusselse krant Le Soir van 4 augustus 1914 met melding van de Duitse aanval op België

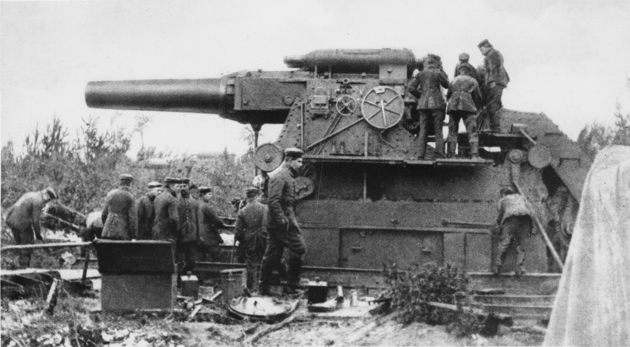
Dikke Bertha schoot granaten van 42 cm af

Toen de Eerste Wereldoorlog uitbrak bleef België neutraal. Duitse troepen bezetten echter vrij snel Luxemburg, waarna men in België bezorgd werd over een mogelijke Duitse aanval. De Belgische politiek besloot het leger te mobiliseren. Op 4 augustus 1914 viel het Duitse keizerlijke leger de Belgische provincie Luik binnen en rukte op naar de Maas. In tegenstelling tot wat het verwachtte, bood het Belgische leger weerstand bij Visé en hielden de forten rond Luik langer stand dan verwacht. Tien dagen wist het Belgische leger de Duitsers bij Luik op te houden. Ondertussen was het British Expeditionary Force (B.E.F.) opgerukt naar de Belgische grens. In de Slag om de Grenzen wist de Entente de Duitse opmars opnieuw te vertragen. Aan de IJzer in België hield het Belgische leger stand. Hierdoor bleef een klein deel van België onbezet (en kon koning Albert bij zijn troepen blijven). De koning die krachtens de grondwet opperbevelhebber was van het Belgisch leger had zijn hoofdkwartier te Veurne. In totaal sneuvelden in deze oorlog 134.000 Duitse soldaten in België alleen.

## Bezet België (1914-1918)
In bezet België werd er door de Duitsers een dubbele politiek gevoerd. Men wilde België economisch uitzuigen om de oorlog voort te zetten, maar men wilde tevens de steun van vooral de Vlaamse bevolking voor de oorlog. Vlaanderen en Wallonië werden administratief gescheiden in 1917, en in Vlaanderen kreeg de nationalistische Raad van Vlaanderen een symbolisch regeringsorgaan. Later in de oorlog verklaarde deze Raad Vlaanderen onafhankelijk, echter zonder gevolgen. Enkele maatregelen van de Duitsers in bezet België waren onder andere de vernederlandsing van de universiteit van Gent en het instellen van autonomie voor Vlaanderen. Uiteindelijk had de Duitse bezettingspolitiek geen succes.
Van bij de aanvang hadden de Duitsers een langdurige bezetting op het oog. Ze gaven een eigen staatsblad uit, waarin op 5 oktober 1914 een verordening verscheen die van de Reichsmark een wettig betaalmiddel maakte in België. Belastingen en boetes moesten in mark worden betaald, waarbij een minimale wisselkoers van 1,25 Belgische frank gold. Kort daarop droegen de bezetters het emissierecht over van de Nationale Bank aan de Generale Maatschappij. Dit leidde tot een monetair complexe situatie, waarbij naast de marken en de vooroorlogse Belgische biljetten ook geld circuleerde dat uitgegeven was door de Generale en door de gemeenten ('noodgeld'). De afwikkeling hiervan na de oorlog zou België nopen tot een kostelijke muntsanering.
In de Eerste Wereldoorlog vluchtten grote aantallen Belgen naar Nederland, dat niet in oorlog was. Om meer controle over de grens te krijgen, begon in 1915 de Duitse bezetter met de aanleg van De Draad, een draadversperring met dodelijke elektrische spanning, langs de grens tussen België en Nederland.
Vanaf 1916 begon de bezetter op grote schaal Belgen te gebruiken als dwangarbeiders. Dit Menschenbassin moest de oorlogseconomie draaiend houden. Ongeveer 60.000 personen werden afgevoerd naar Duitsland en een gelijkaardig aantal moest dienst nemen in de Zivil-Arbeiter-Bataillonen die werden ingezet aan het Westfront. De deportaties naar Duitsland duurden van oktober 1916 tot februari 1917. De getroffenen werden opgesloten in kampen waar ze leden onder honger, vuil en mishandeling. De dwangarbeid achter het front ging door tot het einde van de oorlog. De 'burgerarbeiders' werden vooral ingezet voor graafwerken (loopgraven, nutsvoorzieningen, graven...).

## Belgisch burgerverzet
Direct na de Duitse bezetting ontstonden er diverse verzetsgroepen. Gezien de zeer gewelddadige reacties van het Duitse leger op gewapend verzet, hield het verzet zich vooral bezig met het vergaren van militaire inlichtingen met betrekking tot het Westelijk Front. Verschillende verzetsgroepen lieerden zichzelf met name aan een Britse inlichtingendienst. Vooral het spotten van troepentransport via het spoor was van groot belang. Grootschalig Duits troepentransport kon namelijk duiden op een aanstaand offensief. Belangrijke spoorknooppunten waren Luik en Mechelen, waar dan ook actief werd gespioneerd. Veruit het succesvolste spionagenetwerk was het Luikse La Dame Blanche geleid door Walthère Dewé. De groep werkte van 1917 t/m 1918 voor de Britse geheime dienst MI1(c), nu bekend als MI6. Het hoofd van MI6, C, schatte dat zij verantwoordelijk was voor 70% van alle militaire inlichtingen vergaard door alle geallieerde diensten. Een andere aan MI6 gelieerde groep was de service ORAM van de familie Moreau. MI6 maakte ook veel gebruik van de Vlaamse Kempenaar Charel Willekens om informatie en personen door De Draad te smokkelen.
Er werden bijna 300 Belgen door de Duitsers opgepakt en terechtgesteld vanwege hun lidmaatschap van een verzetsgroep. Onder hen bevonden zich ook enkele buitenlanders, zoals de Britse verpleegster Edith Cavell of de Nederlandse schipper Arie Hougée. Vooral de groep Ambulants et Gendarmes werd zwaar getroffen. De meeste executies, o.a. die van Gabrielle Petit, vonden plaats op de Nationale Schietbaan.

## Loopgraven (1915-1918)

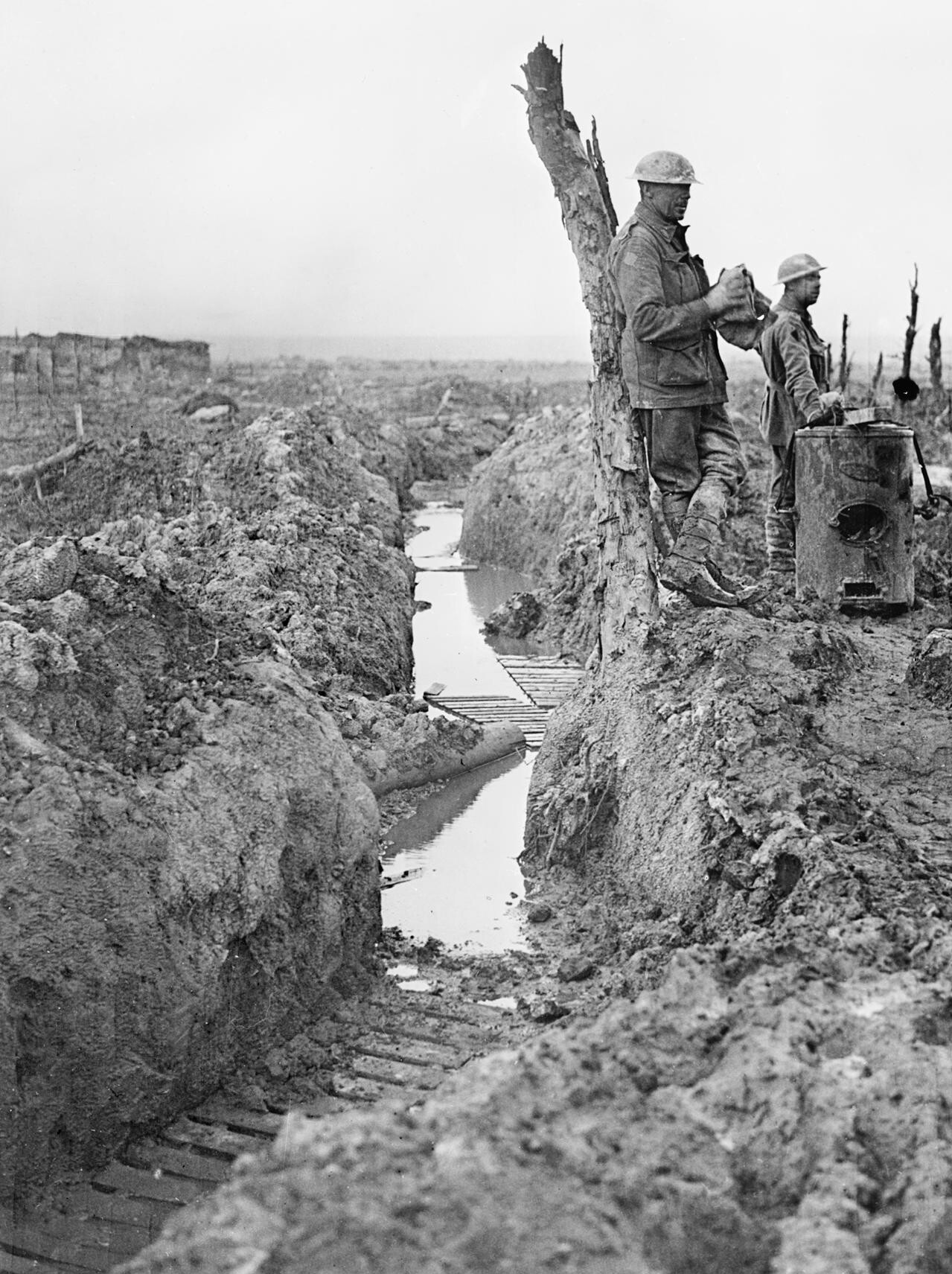
Een met water volgelopen loopgraaf bij Passendale in 1917

Het kleine Belgische gebied achter de IJzer zag tussen 1914 en 1918 verschillende keren grote veldslagen op haar gebied. In 1914 en 1915 werden de Eerste Slag om Ieper en de Tweede Slag om Ieper uitgevochten, zonder noemenswaardige terreinwinst voor beide partijen. In 1917 werd de Slag om Passendale uitgevochten. In 1918, nadat de Entente de Hindenburglinie had doorbroken, werd België bevrijd.
In 1917 leek het nog eventjes of België toch de oorlog zou verliezen. Aan het Belgische front wierp de taalstrijd een schaduw op het Belgische leger. Vlaamse soldaten werden geleid door Franstalige officieren (uit de Vlaamse, Waalse en Brusselse bourgeoisie), zonder kans op promotie voor degenen die de taal niet konden beheersen. Vlaamse graven werden in het Frans gesteld. De Vlaamse soldaten verenigden zich in studiegroepen. Toen deze door de commandanten werden verboden, ging de Frontbeweging, die de taaltoestanden in het Belgisch leger aan de kaak stelde, gedeeltelijk ondergronds. Wel werden af en toe open brieven verspreid, die ophef veroorzaakten. Verschillende Vlaams
gezinde soldaten werden tijdens de Eerste Wereldoorlog naar een strafpeloton, genaamd Houthakkerspeloton van de Orne, gestuurd.

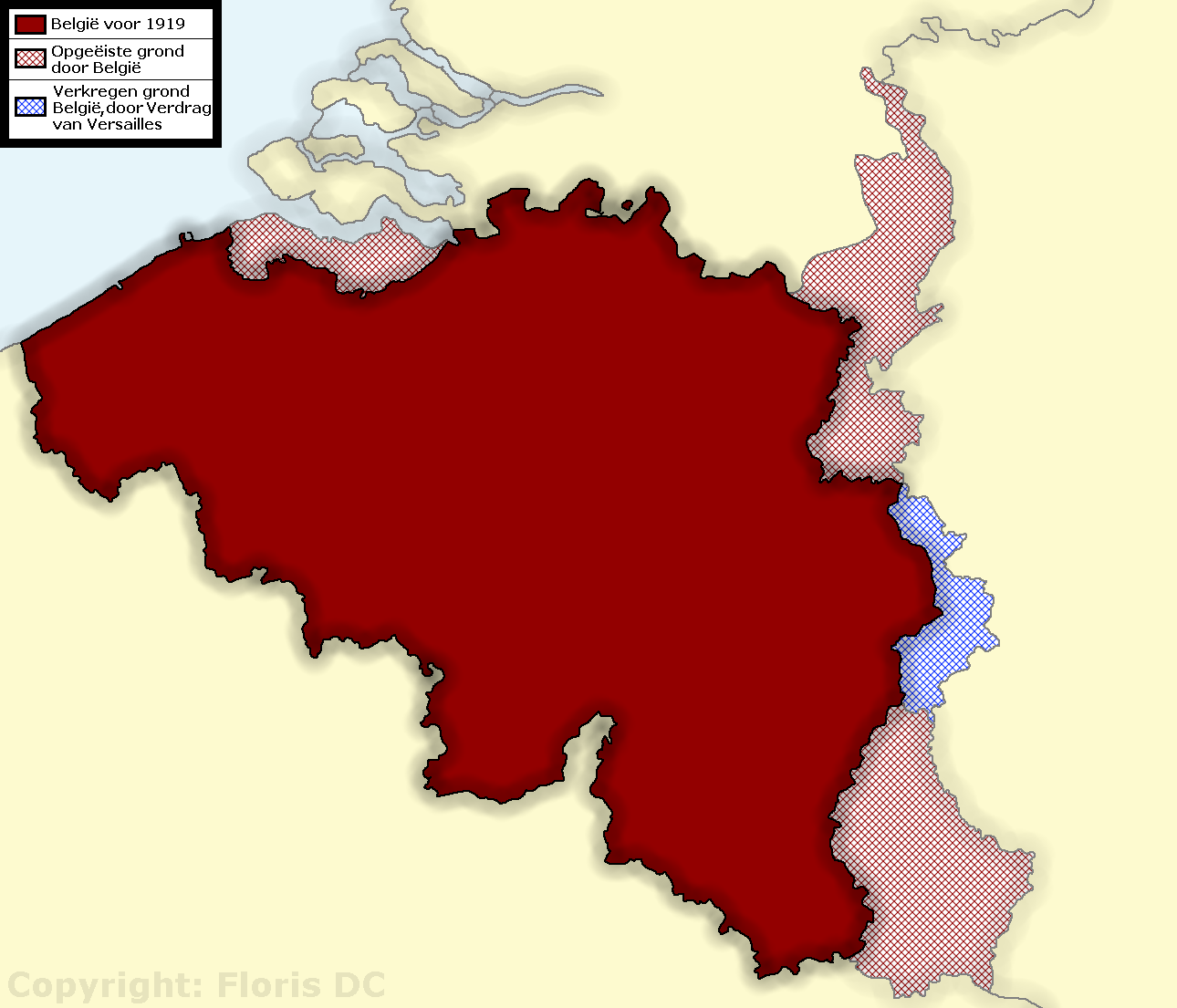
Kaart met de door België opgeëiste gebieden, en de door het Verdrag van Versailles toegekende gebieden.

## Desertie en het militair gerecht tijdens de Eerste Wereldoorlog
Militairen die deserteerden werden ingelijfd in een strafcompagnie. Soldaten die echter overliepen riskeerden de doodstraf. Meermaals deserteren kon ook leiden tot de doodstraf. Tijdens de Eerste Wereldoorlog werden alzo 222 doodvonnissen uitgesproken. Van deze 222 doodvonnissen werden er twintig voltrokken: twaalf Belgische militairen, vier Belgische burgers en vier Duitse burgers. Op 3 juni 1918 werd Aloïs Wulput als laatste geëxecuteerd wegens desertie.

## Na de oorlog
België nam deel aan het Verdrag van Versailles in 1918 als overwinnaar. België verkreeg uiteindelijk bij het verdrag herstelbetalingen van het verslagen Duitsland en de tegenwoordige Oostkantons, bestaande uit de steden Eupen en Malmedy. Een deel van dit gebied was en is vandaag de dag Duitstalig. Belgische claims op Nederlands grondgebied het hertogdom Luxemburg, Zeeuws-Vlaanderen en Zuid-Limburg, werden niet gehonoreerd. In de Belgische samenleving was de Vlaamse kwestie ondertussen opgelaaid.